# Mou (parochie)
Mou is een parochie van de Deense Volkskerk in de Deense gemeente Aalborg. De parochie maakt deel uit van het bisdom Aalborg en telt 2.338 kerkleden op een bevolking van 2.547 (2006).
Historisch maakt de parochie deel uit van de herred Fleskum. De parochie werd in 1970 opgenomen in de nieuw gevormde gemeente Sejlflod. Deze ging in 2007 op in de vergrote gemeente Aalborg.
Gistrup · Gudum · Gudumholm · Gunderup · Klarup · Komdrup · Lillevorde · Mou · Nørre Kongerslev · Nørre Tranders · Nøvling · Romdrup · Romdrup-Klarup · Rørdal · Sejlflod · Skalborg · Sønder Kongerslev · Sønder Tranders · Storvorde